# Uno (låt)
Uno är en låt av den ryska ravegruppen Little Big. Den skulle representera Ryssland i Eurovision Song Contest 2020 innan tävlingen ställdes in. Låten släpptes officiellt den 13 mars 2020. Med över 297 miljoner visningar är den, från och med augusti 2025, den mest visade videon på Eurovision Song Contests YouTubekanal.

## Eurovision Song Contest
Låten var Rysslands bidrag till Eurovision Song Contest 2020 i Rotterdam, Nederländerna, efter att Little Big hade valts ut internt av det ryska TV-bolaglet Channel One. Låten skulle ha framförts som startnummer 8 i den första semifinalen som skulle hållits den 12 maj 2020. Låten hann dock aldrig tävla då EBU ställde in 2020 års tävling till följd av coronaviruspandemin.
Little Big kom att inte heller representera Ryssland i Eurovision Song Contest 2021, utan istället valdes ett nytt bidrag med en ny artist ut.